# Коврижкина, Анна Филипповна
Анна Филлиповна Коврижкина (род. 1927 год) — формовщица завода «Целиноградсельмаш» Министерства тракторного и сельскохозяйственного машиностроения СССР, Целиноградская область, Казахская ССР. Герой Социалистического Труда (1971). Депутат Верховного Совета Казахской ССР 8-го созыва.

## Биография
Досрочно выполнила личные социалистические обязательства и плановые производственные задания Восьмой пятилетки (1965—1970). Указом Президиума Верховного Совета СССР (неопубликованным) от 5 апреля 1971 года «за особые заслуги в выполнении заданий пятилетнего плана по развитию тракторного и сельскохозяйственного машиностроения и достижение высоких производственных показателей» удостоена звания Героя Социалистического Труда с вручением ордена Ленина и золотой медали Серп и Молот.
Избиралась депутатом Верховного Совета Казахской ССР 8-го созыва от Целиноградского заводского округа (1971—1975).
Почетный гражданин Астаны (1980).